# Synspilus nitidus
Synspilus nitidus  (лат.) — вид паразитических наездников из семейства Braconidae. Саравак.

## Описание
Длина самки 4,6 мм. Основная окраска тела красновато-коричневая. Усики самки тонкие, нитевидые, 14-члениковые. Нижнечелюстные щупики состоят из 6 члеников, а нижнегубные — из 4. Вид был впервые описан в 2000 году российским гименоптерологом Сергеем Белокобыльским (ЗИН РАН, Санкт-Петербург) и английским энтомологом Дональдом Куике (Лондон) вместе с видами Hemispathius polystenoides, Chelonodoryctes inopinatus, Afrospathius dispar и Antidoryctes pronotalis.